# 龙州 (唐朝)
龙州，中国古代的州，今龙州县的前身。
唐朝武德四年（621年）设置的州，治所在龙城县（今广西壮族自治区龙州县北），辖两县：龙城县、柳岭县。贞观七年（633年），柳岭县并入龙城县，撤销龙州，龙城县归南昆州管辖。元朝设万户府，移治今龙州。明朝洪武初年，复为龙州。清朝雍正三年（1725年）废为龙州县，今属广西壮族自治区崇左市。